# Іст-Фаллоу Тауншип (округ Кроуфорд, Пенсільванія)
Іст-Фаллоу Тауншип (англ. East Fallowfield Township) — селище (англ. township) в США, в окрузі Кроуфорд штату Пенсільванія. Населення — 1515 осіб (2020).

## Демографія
Згідно з переписом 2010 року, у селищі мешкало 1620 осіб у 505 домогосподарствах у складі 395 родин. Було 548 помешкань
Расовий склад населення:
| - 99,4 % — білих - 0,2 % — чорних або афроамериканців - 0,1 % — вихідців з тихоокеанських островів - 0,1 % — азіатів |

До двох чи більше рас належало 0,1 %. Частка іспаномовних становила 0,4 % від усіх жителів.
За віковим діапазоном населення розподілялося таким чином: 35,1 % — особи молодші 18 років, 53,1 % — особи у віці 18—64 років, 11,8 % — особи у віці 65 років та старші. Медіана віку мешканця становила 30,8 року. На 100 осіб жіночої статі у селищі припадало 103,8 чоловіків;  на 100 жінок у віці від 18 років та старших — 101,9 чоловіків також старших 18 років.
Середній дохід на одне домашнє господарство  становив 48 250 доларів США (медіана — 39 450), а середній дохід на одну сім'ю — 51 353 долари (медіана — 42 098). Медіана доходів становила 33 056 доларів для чоловіків та 31 302 долари для жінок. За межею бідності перебувало 13,4 % осіб, у тому числі 17,8 % дітей у віці до 18 років та 8,2 % осіб у віці 65 років та старших.
Цивільне працевлаштоване населення становило 656 осіб. Основні галузі зайнятості: виробництво — 22,3 %, сільське господарство, лісництво, риболовля — 13,6 %, освіта, охорона здоров'я та соціальна допомога — 12,5 %.